# Suzanne Jackson
Suzanne Jackson, née en 1944 à Saint-Louis, Missouri aux États-Unis, est une artiste visuelle, galeriste, poète, danseuse, éducatrice et scénographe américaine ; avec une carrière de cinq décennies. Son travail a été exposé dans des musées et des galeries du monde entier. Depuis la fin des années 1960, Jackson a consacré sa vie à l'art en studio avec une participation supplémentaire au théâtre, à l'enseignement, à l'administration des arts, à la vie communautaire et à l'activisme social. L'œuvre de Jackson comprend de la poésie, de la danse, du théâtre, de la conception de costumes, des peintures (à la fois en deux et en trois dimensions), des estampes et des dessins.

## Biographie

### Enfance, éducation
Suzanne Jackson est née en 1944 à Saint Louis, Missouri,. Sa famille a déménagé à San Francisco, en Californie, ⁣ quand elle avait neuf mois. Jackson a vécu à San Francisco jusqu'à l'âge de huit ans, après quoi elle a grandi dans la ville de Fairbanks, en Alaska, de 1952 à 1961. Elle est diplômée du lycée catholique de Monroe en 1961. Adolescente en Alaska, elle est devenue membre de la Société nationale Audubon qui a influencé une partie du contenu de son travail dès son plus jeune âge. Elle a également été la première Afro-Américaine à assister au Congrès national des 4-H à Chicago en 1960, ce qui l'a aidée à recevoir des bourses et lui a permis d'aller à l'université. Elle a reçu la bourse World Peace, Humane Society et Kindness to Animals de la Fondation internationale Latham, la bourse Banff School of Fine Arts, la bourse Standard Oil et le National Home Study Art Course.

### Formations
Jackson a fréquenté l'université d'État de San Francisco (SFSU), où elle a étudié l'art et le ballet, obtenant finalement un baccalauréat en peinture. Elle a travaillé à l'université d'État de San Francisco aux côtés d'artistes et d'enseignants de la région de la baie de San Francisco, dont Charles White. Pendant son séjour à la SFSU, Jackson a installé des expositions à la galerie d'art du campus et a enseigné l'art à la St. Stephen's Catholic School.
Elle obtient ensuite un diplôme de maîtrise en beaux-arts en 1990 à la School of Drama de l'université Yale, spécialisée dans la conception de théâtre.

## Carrière

### Années 1960-1970
Après l'université, Jackson a fait une tournée en Amérique du Sud avec une compagnie de ballet et est ensuite retournée en Californie pour s'installer à Echo Park. En 1968, elle a ouvert la Gallery 32, qui a fonctionné pendant deux ans et que Jackson a elle-même financée. Jackson a organisé plusieurs expositions personnelles au cours des années 1970 à la galerie Ankrum, dirigée par l'actrice devenue galeriste Joan Wheeler Ankrum et l'acteur William Challee. Jackson a produit des livres d'artistes de poésie et de peinture, "What I Love" (1972) et "Animals" (1978). (voir Poésie)

« Lorsque Bernie [Casey] a apporté à la galerie plusieurs tableaux de Suzanne, j'ai tout de suite été frappé par la fraîcheur et l'originalité de son travail. Il est très inhabituel de trouver un artiste si jeune avec une déclaration philosophique valable (et de la communiquer avec succès). Ses sentiments à propos de sa noirceur sont exprimés en termes quelque peu symboliques, et son monde de fantaisie, d'amour et d'espoir est révélé au spectateur dans un style très rafraîchissant... Elle pourrait très bien être la première femme noire en Amérique à apporter une contribution vraiment importante à de l'art. »

— Joan Ankrum (05/01/1974), 

### Années 1980-1990
En 1981, Jackson a été présenté pour la première fois à Savannah, en Géorgie, grâce à une invitation à être un artiste invité au Savannah College of Art and Design grâce à la recommandation de Bernie Casey. De plus, en 1981, le travail de Jackson a été inclus dans l'exposition "Forever Free: African American Women" qui a voyagé au Gibbes Museum of Art à Charleston, Caroline du Sud. Jackson a vécu à Idyllwild, en Californie, de 1981 à 1985 et a été membre du corps professoral en tant qu'artiste invité à l'Idyllwild School of Music and Arts (1981-1982) et président des beaux-arts et des arts du spectacle à l'Elliott-Pope Preparatory School (anciennement École du soleil du désert) (1982–1985).
En 1987, Jackson a déménage à New Haven, Connecticut pour fréquenter l'université Yale, poursuivant une maîtrise sous la tutelle de Ming Cho Lee pour la scénographie. Elle travaille comme scénographe et costumière indépendante, se déplaçant dans toute la région ; jusqu'à occuper un poste au St. Mary's College of Maryland en tant que scénographe et professeur adjoint de 1994 à 1996. En 1996, Jackson a déménagé à plein temps à Savannah, en Géorgie, pour enseigner au Savannah College of Art and Design en tant que professeur de peinture, où elle a enseigné à plein temps jusqu'en 2009.

### Années 2000 à aujourd'hui
Jackson a officiellement pris sa retraite du Savannah College of Art and Design en 2009, mais Jackson est restée professeure à temps partiel et auxiliaire jusqu'en 2013. De plus, Jackson a enseigné des cours d'introduction à l'histoire de l'art, y compris l'histoire de l'art afro-américain à l'université d'État de Savannah au cours de l'année scolaire 2013-2014. Jackson est restée un membre actif de la communauté artistique de Savannah et continue de créer et d'exposer son travail. Jackson coanime une émission de radio hebdomadaire mettant en vedette jazz et conversation, appelée Listen Hear sur WHCJ 90.3 Savannah State University Radio, aux côtés d'Ike Carter, Jerome Meadows, Tom Van de Ven, Lisa Jackson et Carla Curran, PhD. En 2019, Jackson a reçu une bourse Joan Mitchell Painters & Sculptors.

## Pratique artistique
Suzanne Jackson a eu une longue carrière et a souligné l'importance de vivre le style de vie d'un artiste, selon ses mots, être un artiste, c'est résoudre des problèmes plutôt que créer des images. Elle déclare : « Je ne suis pas encore une artiste. Je suis peintre. Et je dessine, et je travaille au théâtre en tant qu'« artiste personne », entre guillemets. Mais devenir artiste prend toute une vie ». Tout au long de sa carrière, Jackson s'est tournée vers la nature pour s'inspirer, elle a toujours lié la noirceur à la nature. Son travail a célébré la noirceur à travers la représentation de corps noirs sans message ouvertement politique.

### Arts visuels
Jackson a travaillé dans une variété de médias visuels y compris des œuvres sur papier, des œuvres sur toile et des Monoprints. Ses œuvres sur papier comprennent à la fois des aquarelles et des dessins de toute sa carrière. Jackson a principalement travaillé avec de la peinture acrylique, ses premières peintures sur toile étaient avec de la peinture acrylique en couches, comme on superposerait des peintures à l'huile. Elle a déclaré : « L'imagerie avec laquelle tout le monde s'est en quelque sorte familiarisé, avec le fond blanc très fort et le genre de couches et de couches de peinture délavées, c'est fondamentalement une sorte de technique de maîtres anciens consistant à superposer la couleur pour la translucidité. C'est comme si les couches et les couches de couleur créaient une profondeur dans la peinture. Et certaines des peintures, aussi fines que la couleur en a l'air, il pourrait y avoir cent cinquante couches de couleur sur chacune de mes peintures ». Les années 1990 marquent un changement dans son travail alors qu'elle commence à expérimenter différentes combinaisons de médias. Au fur et à mesure que son style progressait, Jackson a commencé à renoncer à la toile au profit du filet comme substrat. Elle utilise les gels acryliques de la marque Novacolor pour créer des œuvres suspendues tridimensionnelles maintenues ensemble par du tissu, des papiers, des objets trouvés, des feuilles et/ou divers filets.
Son travail d'art visuel est inclus dans des collections de musées publics, notamment au Museum of Modern Art, California African American Museum, Musée d'Art d'Indianapolis et le Musée Hammer à l'université de Californie à Los Angeles.

### Conception de théâtre et de costumes
Jackson est diplômé de Yale en 1990 et a voyagé dans la région du Nord-Est (Connecticut, New York et Philadelphie) ainsi que dans certaines parties de la Californie (Los Angeles et la baie de San Francisco) en tant que concepteur scénique et costumière indépendante. Ses créations de costumes ont été incluses dans l'exposition Onstage: A Century of African American Stage Design, à la Library for the Performing Arts, Lincoln Center, New York. Parmi les autres crédits de théâtre régional, le travail de Jackson comprend:
- Blues Room, Realto Theatre, National Black Arts Festival, Atlanta, Géorgie, originaire du Theatre of the First Amendment, George Mason University, Fairfax Virginia, 1997
- The snow queen, origine, The John F. Kennedy Center, Scenic and Costume design for the touring company, 1996–98
- Enfants du Soleil, The John F. Kennedy Center, Conception de costumes, 1996–98
- Scénographe au St. Mary's College of Maryland, (Tartuffe, Fefu and Her friends, The Physicists, The Bigger Picture, Happy End, Etta Jenks, In Perpetuity Through the Universe) 1994-96
- Tampons, criant et chantant à la maison, Mark Taper Forum, 1993
- Boesman et Lena à la Philadelphie Drama Guild 1990
- Pericles et Daylight In Exile au Yale Repertory Theatre 1990
- Rose du Rancho, El Teatro Campesino, 1989
- Tous les costumes pour Barbara Feldman & Dancers, 1988–96
- Le Conte d'hiver et MACBETH au California Shakespeare Festival
- dessins pour Gus Solomons, Company Dance, Jennifer Muller/The Works

### Danse
Jackson a étudié le ballet et la chorégraphie à l'université, alors qu'elle était étudiante, elle était membre de la Pacific Ballet Company (1961-1966). Après avoir obtenu son diplôme universitaire, Jackson a participé à une tournée de théâtre musical du département d'État en Amérique du Sud avec Music Theatre USA, et à son retour, Jackson a été professeur de danse et d'art au Watts Towers Art Center à Los Angeles de 1968 à 1969. De 1982 à 1985, Jackson a été présidente du département des beaux-arts de l'Elliot‑Pope Preparatory School, Idyllwild, Californie, où elle a chorégraphié des spectacles dont Oliver !, Grease, et le Festival cosmique.

### Poésie
La poésie de Jackson a été encadrée par la Cave Canem Foundation, Lucille Clifton, le St Mary's Women's Writing Group et l'International Women's Writing Guild. Les livres d'artiste publiés par Jackson contenant sa poésie et ses peintures sont "Animal" et "What I Love". La poésie et les dessins de Jackson sont inclus dans Cave Canem Anthologies ; « L'oreille qui sonne : Black Poets Lean South », 2007, I, II et IV, 1996–99 ; Avatar 25, 1996 ; Revue Potomac, hiver 1996 ; Dans la Vallée de la Lune, International Women's Writing Guild, 1994.

Plusieurs de ses déclarations d'artiste sont écrites en vers :

« Mon art traite de la réalité
Versus fantasy --- la solitude
Contre la solitude… ce que je
La peinture tentative d'exprimer la
Conflits dans l'esprit,
Conflits de choix --- d'amour,
---de la recherche de sensibilités,
Commander, se « libérer »
Vers une continuation
Cycle de redécouvrir qui,
En fait, je pourrais vraiment l'être. »

— Déclaration tirée du livre de Suzanne Jackson, What I Love (1970)

## Galerie 32
Beaucoup associent le nom de Jackson à la Gallery 32, une galerie d'art qu'elle a dirigée à MacArthur Park, Los Angeles de 1968 à 1970, destinée à la promotion d'une communauté d'artistes solidaires,. La galerie 32 a été inspirée par la philosophie de l'artiste Charles White selon laquelle l'art pourrait être un véhicule efficace pour l'activisme communautaire et le changement social. Cherchant à reproduire les expériences antérieures de Jackson sur la bohème de San Francisco, la Gallery 32 fonctionnait moins comme une entreprise que comme un lieu d'échange d'idées et de philosophies. Jackson a elle-même financé la galerie, en grande partie avec l'argent qu'elle gagnait en enseignant. La galerie est devenue un lieu important, accueillant des discussions, des lectures de poésie et des collectes de fonds pour des causes sociales, et exposant des œuvres qui démontraient un fort engagement politique et civique,. Elle visait à rendre l'art d'artistes noirs avec des thèmes noirs accessible à tous les membres de la communauté. Il est rapidement devenu l'un des rares espaces artistiques de Los Angeles à exposer des artistes afro-américains émergents tels que Gloria Bohanon, Emory Douglas, David Hammons, Betye Saar et Timothy Washington. Parmi les organisations pour lesquelles la galerie a organisé des collectes de fonds figuraient le Black Arts Council, le Black Panther Party et le programme d'arts pour enfants du Watts Towers Arts Center. L'une des expositions importantes de la galerie a été le Sapphire Show de 1970, la première enquête de Los Angeles sur les femmes artistes afro-américaines. La galerie 32 a joué un rôle essentiel dans les luttes progressistes de l'époque tout en contribuant à la diversité de la scène artistique de Los Angeles. Les œuvres d'art et les éphémères restants ont été promis au Getty Research Institute à la demande de l'artiste.

## Enseignement
- 2014–2016, professeur auxiliaire d'études fondamentales, dessin, Savannah College of Art and Design, Savannah, Géorgie
- 2013–2014, professeur auxiliaire de beaux-arts, remplacement sabbatique d'histoire I et II ; Histoire de l'art afro-américain, Université d'État de Savannah, Savannah, Géorgie
- 2009–2013, professeur adjoint de peinture (apprentissage en ligne), études supérieures, Savannah College of Art and Design, Savannah, Géorgie
- 1996–2009, professeur de peinture, Savannah College of Art and Design, Savannah, Géorgie
- 1994–1996, scénographe et professeur adjoint, St. Mary's College of Maryland, St. Mary's City, Maryland
- 1982–1985, président du département des beaux-arts et des arts du spectacle, l'école préparatoire Elliott‑Pope (anciennement l'école Desert Sun), Idyllwild, Californie.
- 1972, Université Stanford (été), Stanford, Californie
- 1970, professeur de danse et d'artisanat, Watts Tower Art Center, Watts, Californie

## Des expositions
Vous trouverez ci-dessous une liste sélective d'expositions notables de Jackson.